# پرچراغ‌ها
پرچراغ‌ها (نام علمی: Polyipnus) نام یک سرده از زیرخانواده تبرماهی دریایی است.